# Christoph Plett

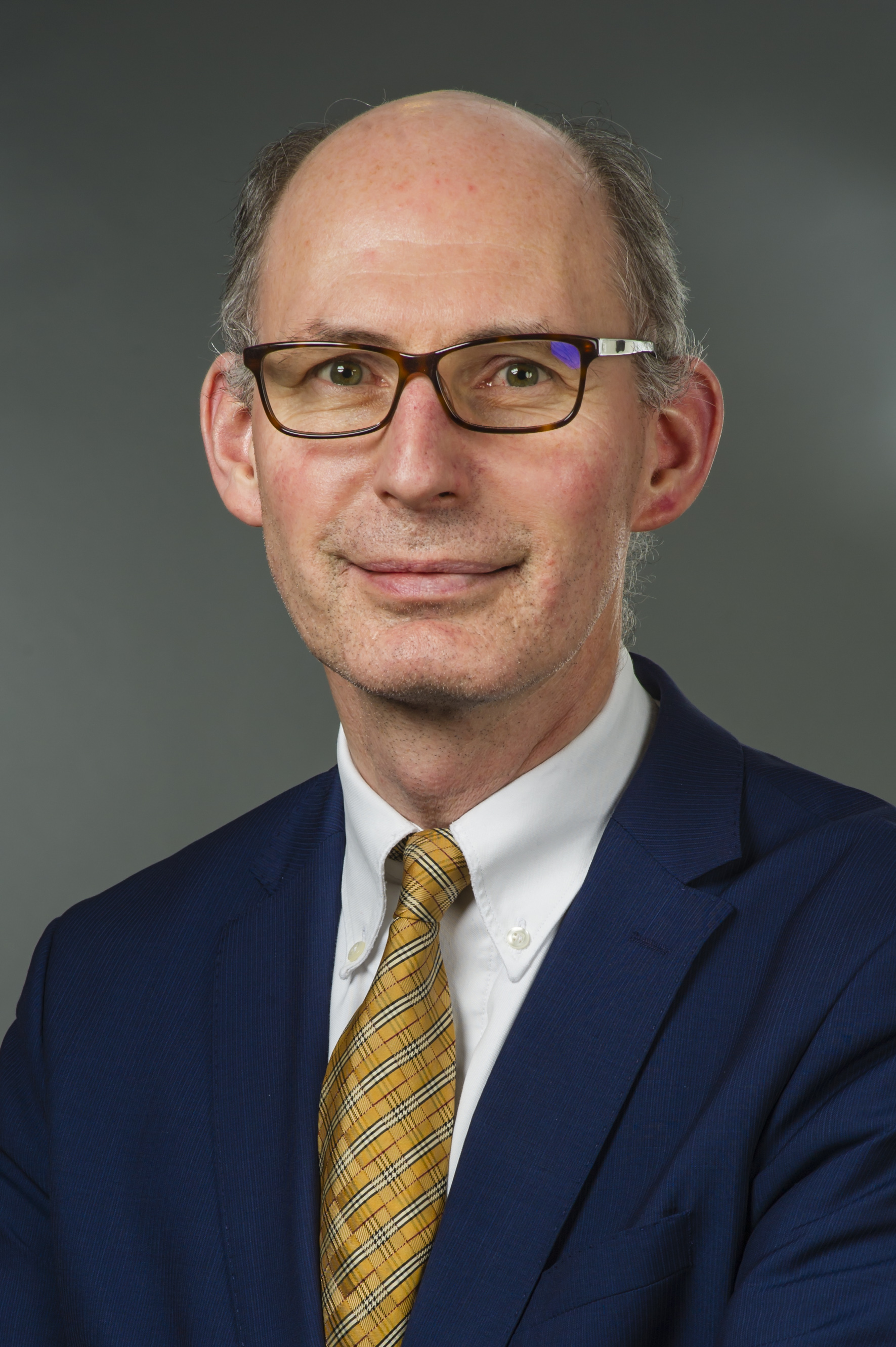
Christoph Plett, 2018

Christoph Plett (* 11. Juni 1966 in Peine) ist ein deutscher Jurist und Politiker (CDU). Er ist seit November 2017 Mitglied des Niedersächsischen Landtages.

## Leben
Plett legte 1986 das Abitur am Gymnasium am Silberkamp in Peine ab und leistete danach Wehrdienst bei der Bundeswehr. In den folgenden Jahren wurde er als Reserveoffizier mehrmals befördert, zuletzt zum Hauptmann der Reserve. Im Anschluss an den Grundwehrdienst nahm er ein Studium der Rechtswissenschaft an der Universität Göttingen auf, das er 1994 mit dem Ersten Staatsexamen abschloss. Nach dem juristischen Vorbereitungsdienst und der Ablegung des Zweiten Staatsexamens 1998 am Oberlandesgericht Celle wurde er als Rechtsanwalt zugelassen. Seit 1999 ist er als selbständiger Rechtsanwalt in Peine tätig, seit 2004 spezialisiert als Fachanwalt für Arbeitsrecht.
Plett ist seit 2001 Ratsmitglied der Stadt Peine. Bei der Landtagswahl 2017 zog er über die Landesliste der CDU in den Niedersächsischen Landtag ein. Bei der Landtagswahl 2022 zog er erneut über die CDU-Landesliste in den Landtag ein. Er ist Vorsitzender des CDU-Kreisverbandes Peine und seit Mai 2023 Vorsitzender des Landesverbandes Braunschweig. In dieser Funktion ist er auch beratendes Mitglied des CDU-Bundesvorstands.
Christoph Plett wohnt in Peine, ist verheiratet und hat vier Kinder. Er ist römisch-katholischer Konfession.